# Rawson (Dakota del Nord)
Rawson és una població dels Estats Units a l'estat de Dakota del Nord. Segons el cens del 2000 tenia 6 habitants.

## Demografia
Segons el cens del 2000, Rawson tenia 6 habitants, 2 habitatges, i 2 famílies. La densitat de població era de 9,3 hab./km².
Per edats la població es repartia de la següent manera: un 33,3% tenia menys de 18 anys, un 0% entre 18 i 24, un 33,3% entre 25 i 44, un 33,3% de 45 a 60 i un 0% 65 anys o més.
L'edat mediana era de 42 anys. Per cada 100 dones de 18 o més anys hi havia 100 homes.
La renda mediana per habitatge era de 16.250 $ i la renda mediana per família de 16.250 $. Els homes tenien una renda mediana de 0 $ mentre que les dones 0 $. La renda per capita de la població era de 5.467 $. Cap de les famílies estaven per davall del llindar de pobresa.

## Poblacions més properes
El següent diagrama mostra les poblacions més properes.